# Lagenorhynchus obscurus
El delfín oscuro o de Fitzroy (Lagenorhynchus obscurus) es una especie de cetáceo odontoceto de la familia Delphinidae. Es un delfín altamente gregario y acrobático, hallado en costas del  Hemisferio Sur. Fue identificado por John Edward Gray en 1828. Está muy emparentado genéticamente con Lagenorhynchus obliquidens del Pacífico, pero el consenso científico confirma que son dos especies.
Aunque el oscuro y el del Pacífico de flancos blancos se colocaban tradicionalmente en el género Lagenorhynchus, recientes análisis de filogenia molecular  indican que están más estrechamente relacionadas con los delfines del género Cephalorhynchus.  Si se confirma, significaría que las dos especies deberían transferirse a Cephalorhynchus o darles un nuevo género.[cita requerida]

## Descripción física

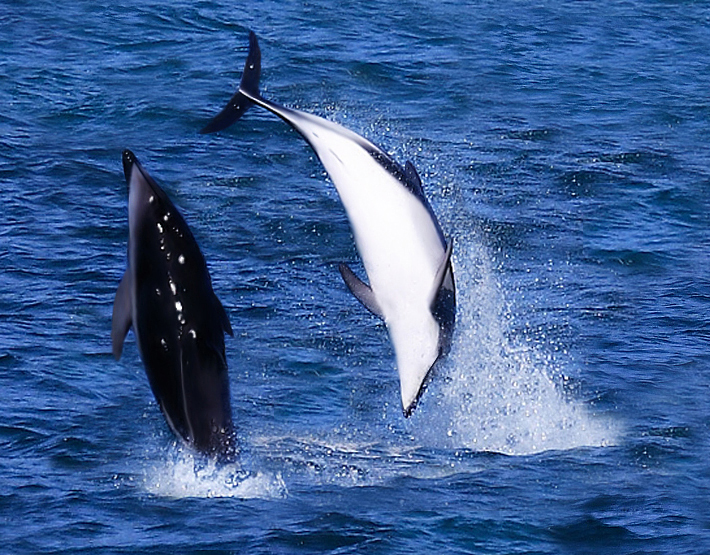

De longitud corto a mediano en comparación con otras especies de la familia. Hay variación significativa en tamaño entre las diferentes poblaciones. Los más grandes se han encontrado en Perú, con 210 cm de longitud y 100 kg en peso. Su dorso es gris negruzco y la aleta dorsal es distintivamente de dos tonos. Tienen parches grandes y largos, de suave gris en sus costados, y una nariz corta y negruzca. Garganta y vientre blancos. Es fácilmente confundido con Lagenorhynchus australis al observarlo en el agua.
La parte superior del cuerpo es gris oscuro y la inferior es casi blanca. A los costados y sobre la zona oscura, presenta una franja más clara dividida en dos franjas finas dirigidas hacia adelante. El rostro es básicamente blanco con una mancha negra alrededor del ojo. El pico es corto y oscuro. La aleta dorsal es prominente y más oscura en su borde anterior. Los delfines oscuros del litoral argentino son los más pequeños, alcanzando los 1.7 m, y los de las costas de Perú y norte de Chile los más grandes, alcanzando los 2 m.

## Población y distribución
Su población se desconoce, pero las autoridades aseguran que su supervivencia no está en riesgo. Se halla distribuido en aguas costeras de Chile, Argentina, Perú, Namibia, costa oeste de Sudáfrica y todo alrededor de Nueva Zelanda. También hay poblaciones residentes en Tasmania y Nueva Gales del Sur y varias islas pequeñas del  Atlántico sur y del océano Índico.  Una investigación aérea con avistamientos en Patagonia a mediados de los 1990s indicó que había una población local de 7000 individuos. Pueden moverse sobre grandes distancias (hay una confirmación de 1440 km.  Sin embargo, no se cree que sigan un patrón migratorio.

### Distribución y abundancia
El delfín oscuro es uno de los pequeños cetáceos más abundantes en el Mar Argentino especialmente en la Patagonia, y uno de los mejor conocidos. Tiene distribución circumpolar en aguas templadas y templado-frías del Hemisferio Sur. En Nueva Zelanda se lo asocia con la Convergencia Subtropical (Leatherwood y Reeves, 1983). En el océano Pacífico se encuentra entre Chimbote, Perú (9°05´S) y la Isla Treble, Chile (55°07´S) aunque existiría un hiato en la distribución entre los 36°30´ y los 46°S (Van Waerebeek, 1992). En las costas del Océano Atlántico Sudoccidental se lo cita desde La Lucila del Mar (36°19´S) hasta la Tierra del Fuego (Crespo et al., 1997a) aunque Würsig (Com. Pers.) lo cita hasta Porto Alegre en el sur de Brasil.
Se lo puede observar desde aguas costeras y poco profundas hasta más de 100 millas de la costa. La única estimación de abundancia en todo el rango de distribución se realizó en las costas de Patagonia, donde se calculó la población en unos 7000 ejemplares (4039-10 877). (Schiavini et al., 1999). Ya que esta es la única estimación de abundancia disponible se desconoce la tendencia del tamaño de esta población.
Dos de los cinco relevamientos aéreos realizados para estimar la abundancia de esta especie en el norte de Patagonia, aportaron la mayor parte de las observaciones: uno más costero, abarcó desde Punta Ninfas hasta Isla Rasa, y otro alejado de la costa desde Isla Rasa a Cabo Blanco (Fig. 3). En el primero de ellos, se avistaron 38 grupos de delfines oscuros, mientras que en el segundo se avistaron 20 grupos, representando casi la mitad del número avistado en el primero pero con un esfuerzo 20% mayor. Estos resultados sugieren que los delfines oscuros no están distribuidos al azar, y el alto grado de concentración en algunas áreas podría deberse a la concentración de presas como cardúmenes de anchoita (Engraulis anchoita) y juveniles de merluza (Merluccius hubbsi) (Schiavini et al. 1999).
A partir de la información que se dispone, tanto de los relevamientos aéreos como provenientes de barcos de pesca y observadores desde costa , no es posible concluir si los delfines oscuros tienden a ser más costeros que de aguas abiertas, o viceversa, debido al esfuerzo de muestreo sesgado hacia las zonas costeras. Sin embargo, y a pesar de este posible sesgo, el mayor porcentaje de los avistajes fue efectuado entre las isóbatas de 50 m y 100 m (Crespo et al, 1997a). 
El delfín oscuro no tiene una distribución alopátrica con el delfín austral L.  australis sino más bien simpátrica, es decir sus rangos de distribución se superponen (Goodall et al 1997). Sin embargo ambas especies tienen diferente estructura social, comportamiento y uso de habitat (Brownell et al., 1998).

### Dieta y Hábitat

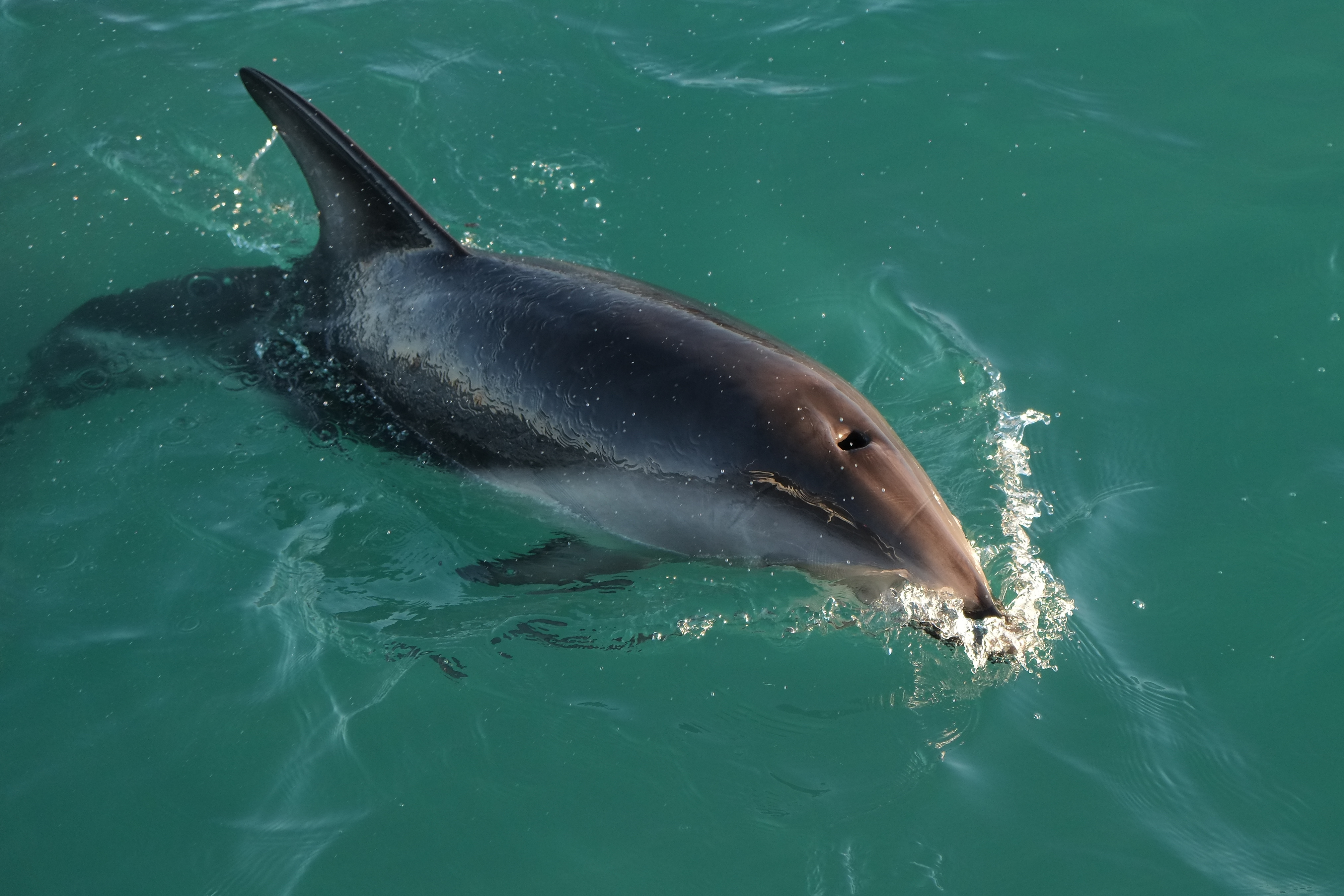

La alimentación del delfín oscuro se basa en peces pelágicos como anchoita (E. anchoita), estadios juveniles de merluza (M. hubbsi) y calamares (I. argentinus y L. gahi) como presas principales (Koen Alonso et al., 1998). Por lo general, cuando se trata de presas superficiales como la anchoita, los delfines compactan el cardumen, al tiempo que saltan y golpean la superficie.
Estudios realizados sobre uso de hábitat del delfín oscuro en el Golfo Nuevo entre 2001 y 2004 (Garaffo et al, aceptado), mostraron que la localización de los grupos de delfines cambió a lo largo de los años. Durante 2001 y 2002 los delfines utilizaron la zona oeste, en 2003 zona norte y durante 2004 la zona sur . En estos mapas se observan las áreas utilizadas con diferente intensidad por los grupos de delfines durante los diferentes años. Al analizar las profundidades utilizadas, los delfines prefirieron áreas entre 20 y 80 m y evitaron zonas con profundidades mayores a 100m.
Los grupos de madres con crías y los grupos de menor tamaño utilizan áreas de menor profundidad y menor distancia a la costa. Así también la actividad principal de los delfines en áreas someras es el descanso, y el traslado en áreas de mayor profundidad. Las áreas utilizadas principalmente para socialización, nado errático y alimentación presentaron profundidades intermedias (Garaffo et al, aceptado).

### Estructura social y comportamiento

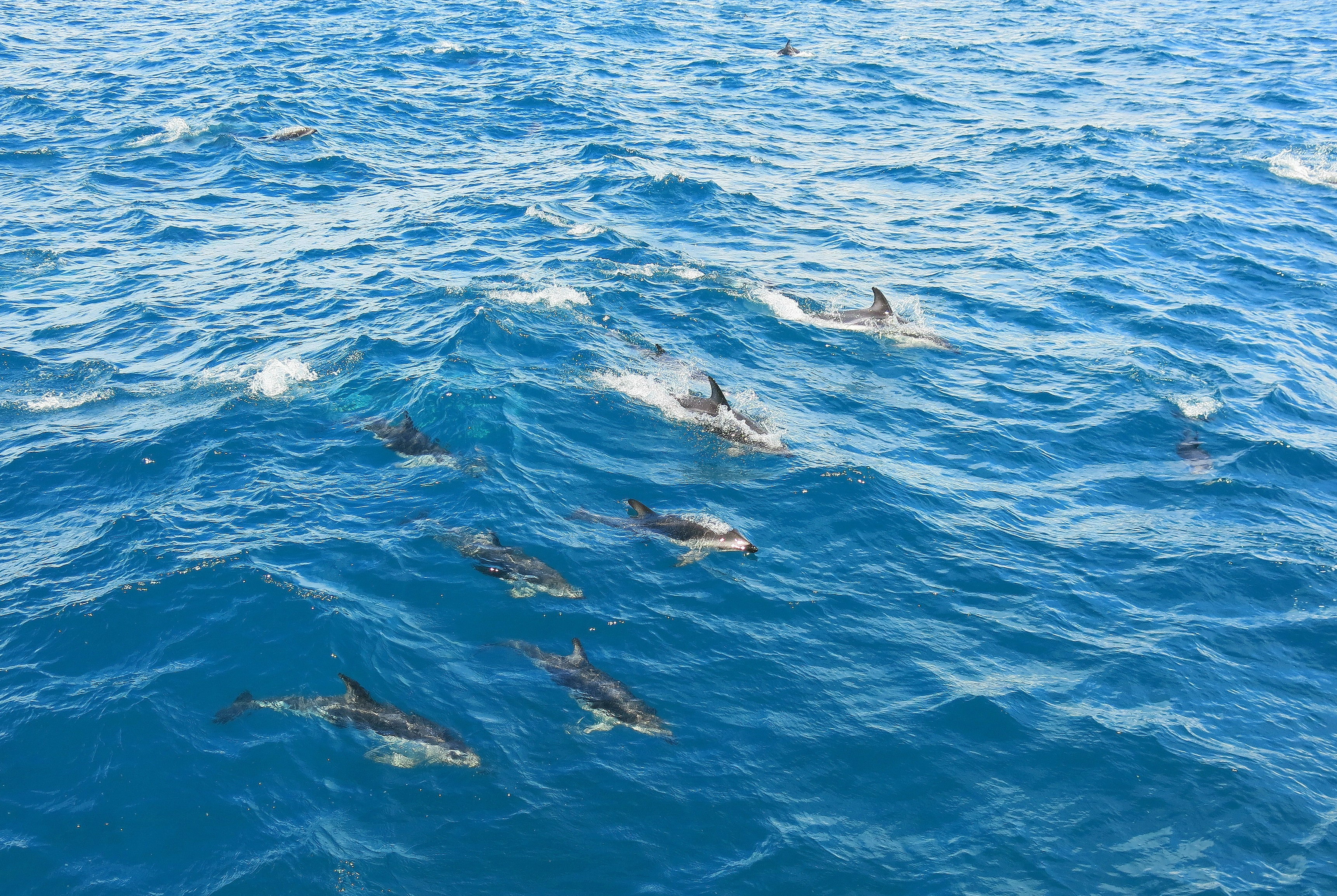
Delfines en Kaikoura.

Los delfines oscuros son animales gregarios y altamente sociales. El comportamiento social cooperativo incluye tanto actividades dedicadas a la búsqueda del alimento como las sexuales, hallándose un límite difuso entre ambas. La población de delfines oscuros de Península Valdés es, entre los pequeños cetáceos, la especie más estudiada en estos aspectos (Würsig y Würsig, 1980; Würsig, 1986). Estos delfines forman grupos pequeños durante la noche y la mañana, y tienden a agregarse durante las primeras horas de la tarde llegando a formar manadas de 200-300 individuos. Los delfines nadan a los costados y por debajo del cardumen compactándolo, al tiempo que saltan y golpean la superficie. Las aves marinas como gaviotines, petreles, gaviotas, cormoranes y albatros, acuden al lugar alimentándose de los peces cerca de la superficie.
Würsig y Würsig (1980), observaron que la alimentación cooperativa superficial fue menos frecuente en invierno. En este período la anchoita se encontró más al norte (36º-37° S) y en aguas de más de 100 m de profundidad (zona más profunda que el golfo San José). Debido a ello, estos autores sugieren que los delfines oscuros se alimentan de otras presas y de manera más individual durante el invierno en esta área.
Los comportamientos del delfín oscuro pueden describirse como asociados a diferentes actividades como la alimentación, traslado, descanso, socialización y nado errático (Tabla 1). En el caso del Golfo Nuevo, se observó que a medida que el número de delfines en el grupo aumenta, el tiempo invertido en alimentación también lo hace. Esta estrategia, observada fundamentalmente en verano, podría estar relacionada con la presencia de los cardúmenes de anchoita. Se desconoce si la predominancia de esta estrategia se mantiene o cambia a lo largo del año en relación con modificaciones en la abundancia de las presas. 
En esta especie se ha demostrado una asociación de largo plazo entre individuos. En diciembre de 1982 fueron vistos en Mar del Plata, dos delfines que habían sido marcados juntos en Península Valdés en enero de 1975 (Würsig y Bastida, 1986). Esto demuestra no solo la capacidad de desplazamiento entre dos áreas que distan cerca de 780 km, sino el alto grado de asociación entre individuos y el mantenimiento de esta asociación a largo plazo. 
A partir de los relevamientos aéreos, el tamaño medio de las manadas observadas fue de 4,76 individuos en el área comprendida entre Punta Ninfas e Isla Rasa y 1,63 individuos en el Golfo San Jorge en zonas alejadas de la costa (Schiavini et al, 1999). Sin embargo estudios realizados en zonas costeras, describen como tamaño más frecuente de 6 a 15 individuos (Würsig y Würsig, 1980). 
En zonas costeras, como el Golfo Nuevo, los delfines oscuros aparecen en grupos conformados por madres con cría, adultos más juveniles y grupos mixtos (Coscarella et al, 2003; Garaffo et al, aceptado). Los resultados disponibles sugieren que los grupos formados únicamente por madres con cría se presentan a principios del verano, y luego se incorporan a los grupos mixtos más grandes. En este caso el tamaño de los grupos fue variable, observándose grupos de menos de 5 animales, hasta grandes agrupaciones de más de 200 delfines alimentándose.

### Historia de vida
La edad máxima registrada, determinada a partir de las bandas de crecimiento que se depositan en los dientes, es de 35 años. Las hembras maduran sexualmente entre los 6 y los 7 años y tienen su primer cachorro entre los 7 y los 8 años (Dans et al., 1997a). Las hembras dan a luz una cría cada dos o tres años, las que nacen durante el verano (Würsig y Würsig, 1980) con una talla de 80cm aproximadamente, (Dans, 1999; Dans et al., 1993, 2003a).

### Descripción de los principales comportamientos del delfín oscuro en el Golfo Nuevo
Alimentaciónlos animales nadan en círculo o en zig-zag, rodeando el cardumen y tratando de mantenerlo en la superficie. Una vez que el cardumen se encuentra rodeado comienzan los ataques y captura de presas, donde los animales se cruzan tratando de atrapar su alimento. Generalmente hay aves alimentándose al mismo tiempo
Trasladolos animales nadan en una dirección predominante con ninguna o muy pocas interrupciones
Socializaciónalgunos o todos los animales del grupo muestran frecuente contacto físico, moviéndose en cualquier dirección, algunos hacia otros delfines. Son muy frecuentes las actividades aéreas (fuera del agua, por ejemplo: saltos, golpes contra el agua) y las cópulas
Descansolos animales se encuentran flotando o nadando lentamente cerca de la superficie del agua. Son muy poco frecuentes los comportamientos aéreos
Nado erráticolos animales se mueven lentamente en varias direcciones, cerca de la superficie. No son frecuentes los comportamientos aéreos y el contacto físico

### Estructura poblacional
Los estudios filogeográficos y evolutivos realizados por la Universidad Libre de Bruselas en los que participó el Laboratorio de Mamíferos Marinos del CENPAT, indican que el stock de delfines oscuros del Atlántico difiere de aquel del Pacífico y que la población atlántica tiene mayor diversidad haplotípica y nucleotídica (Cassens et al., 2003). Estudios más recientes indicaron que el comportamiento de dispersión y el flujo génico específico entre las poblaciones Atlánticas y Pacíficas es realizado por los machos (Cassens et al., 2005). Un estudio realizado sobre 23 delfines determinó la existencia de 5 especies de parásitos gastrointestinales, tres de las cuales tuvieron prevalencias superiores al 10% (Anisakis simplex, Braunina cordiformis y Hadwenius sp. (Dans et al., 1999). La fauna de parásitos gastrointestinales de los delfines oscuros de Patagonia se diferencia de otras poblaciones estudiadas (Van Waerebeek et al., 1993). Sin embargo no se han estudiado aún las diferencias intrapoblacionales en estas áreas.

## Conservación y avistamiento de delfines
Fuera de las aguas costeras de Perú, su principal peligro son los humanos, básicamente en su captura accidental por redes. A mediados de los 1980s cerca de 400–600 animales fueron muertos anualmente en la Patagonia por ser atrapados en redes. Posiblemente este rango decline debido a regulaciones más severas en la industria pesquera. Sin embargo, en aguas peruanas, además de la captura accidental, hay continua y deliberada pesca vía redes y arpones. El número de animales muertos cada año en esa área es de miles, y es causa de preocupación de los conservacionistas.

### Interacciones con pesquerías
El delfín oscuro, como predador de alto nivel trófico, cuenta con diversos riesgos en toda su distribución. Su preferencia por peces y calamares del componente pelágico lo torna vulnerable a las artes de pesca como redes pelágicas y de cerco que persiguen este ensamble (Crespo et al., 2000).
Cuenta con estimaciones de mortalidad en redes de pesca en gran parte de su distribución (Crespo et al., 1997b). La mayoría de los estudios provienen del norte y centro de Patagonia, Las tasas más altas de captura del delfín oscuro se observaron en redes de media agua utilizadas para la pesca de langostinos (Pleoticus muelleri) durante la noche (Crespo et al. 1997b). Desde 1994 este tipo de redes dejó de utilizarse y la captura incidental disminuyó. En los últimos años se ha comenzado a experimentar con nuevas pesquerías que reemplacen la pesquería de merluza, y surge como nueva especie blanco la anchoita. Por lo tanto si el esfuerzo de pesca con redes de media agua aumenta, existe un gran riesgo para el delfín oscuro, que no solo se alimenta de anchoitas sino que lo hace en grandes grupos, con lo cual el número de delfines enmallados en las redes podría ser grande, representando un riesgo para la especie (Crespo et al. 2000).
La mortalidad de delfines oscuros habría sido crítica en la década del 80. En ese período, las redes de media agua nocturnas se utilizaron ampliamente para la pesca de langostino y el número de delfines capturados al año habría superado los niveles máximos sostenibles (Dans et al., 1997b; 2003a). Al presente, se tiene conocimiento que se siguen enmallando delfines oscuros, fundamentalmente en redes pelágicas, las que se están utilizando para la pesca experimental de anchoita. Sin embargo se carece de un monitoreo de este problema y de tasas de captura actualizadas.
En la provincia de Buenos Aires, las capturas en redes de cerco para anchoita y caballa fueron estudiadas en la década del 90 (Corcuera et al., 1994; Crespo et al., 1994), desconociéndose lo que sucede actualmente. Estas especies blanco se ubican en el mar a través de la búsqueda de manadas de delfines oscuros y comunes y una vez hallada la manada se hace el cerco a su alrededor. Esto trajo como consecuencia una mortalidad anual estimada de 50 a 100 individuos, solo para el puerto de Necochea. 
El delfín oscuro también está incluido en el grupo de especies que fueron utilizadas en las décadas del 70 y 80 como carnada en las trampas para centolla y centollón en el Canal de Beagle y canales fueguinos (Goodall y Cameron, 1980; Goodall et al., 1994). En el océano Pacífico es una de las especies utilizadas para consumo humano desde que una pesquería incidental se tornó directa, conjuntamente con el colapso de la pesquería de anchoveta a comienzos de los 70.  La mortalidad estimada supera los 10 000 individuos para algunos años, captura que puede exponer a la especie localmente (Klinowska, 1989; Van Waerebeek y Reyes, 1994).

### Interacciones con turismo
El avistaje de fauna marina es uno de los principales atractivos turísticos de la región patagónica. Esta actividad se ha basado fundamentalmente en avistajes de ballenas francas, pingüinos de Magallanes, lobos y elefantes marinos. El crecimiento del turismo que se viene observando en la última década en la región ha motivado el aumento de las inversiones, nuevos emprendimientos y la búsqueda de actividades alternativas y complementarias. Debido a esto a partir de 1997 comenzó la realización de Paseos Náuticos con el objetivo de avistar manadas de delfines oscuros en aguas del Golfo Nuevo. Esta actividad se desarrolló por iniciativa privada como una forma de activar el capital ocioso invertido en el avistaje de ballenas francas (Coscarella et al, 2003). Desde el comienzo de las operaciones la actividad se realizó prácticamente sin el correspondiente permiso de la autoridad de aplicación. Solo en febrero de 2003 se otorgó un permiso precario a un operador. El resto de los operadores que hacen avistajes de delfines lo hacen sin este permiso precario y bajo un permiso general de Paseos Náuticos. Las restricciones existentes en otras regiones del mundo donde se realiza este tipo de actividad operan sobre el número de botes cerca de los animales, una distancia mínima y el tiempo máximo que pasan las embarcaciones con los animales (Berrow, 2002). La adhesión es voluntaria u obligatoria o funcionan con esquemas de acreditación.
Existen evidencias de impacto a corto plazo, medidos como cambios en el comportamiento, sobre las manadas de delfines oscuros en Golfo Nuevo (Dans et al., 2003b, manuscrito enviado). Las embarcaciones que realizan avistajes de delfines utilizan principalmente la presencia de aves para detectar los grupos de delfines. Esta asociación entre aves y delfines ocurre durante la alimentación cooperativa, por esto la mayoría de las veces las embarcaciones se acercan a grupos de delfines que se están alimentando (Dans et al., manuscrito enviado).
La respuesta de los delfines se vio afectada por la actividad previa. Se observó una tendencia a que los delfines permanezcan en traslado cuando se acerca el bote comercial a 50 m o menos, en contraste con la posibilidad que cambien de traslado a otra actividad, por ejemplo alimentación, cuando el acercamiento lo realiza el bote de investigación a no menos de 100 m de distancia (Coscarella et al, 2003). Además de este cambio al momento del acercamiento del bote al grupo de delfines, habría cambios en los tiempos invertidos en cada actividad debido a acercamientos consecutivos del bote por un tiempo prolongado (Dans et al, manuscrito enviado).
Sin embargo el nivel de impacto aún no es de tal magnitud como para provocar efectos importantes a largo plazo. Hasta el momento, el número máximo de botes operando sobre una misma manada ha sido de 2, y solo durante los meses de verano, pero deben tenerse en cuenta la realización de nuevos experimentos si el número de botes aumentara. 

### Síntesis del estado de conservación
Las pesquerías de arrastre se han expandido exponencialmente desde los 80 y se han vuelto económicamente importantes para la región. Estas constituyen una fuente de riesgo para el delfín oscuro tal como fue evaluado por Dans et al., (2003a) por medio de un análisis de incertidumbre. Las caídas en las capturas de merluza en la pesquería industrial (Bezzi et al. 1995) y la promoción del uso de redes pelágicas para anchoita constituye una nueva fuente de riesgo (Crespo et al. 2000; Crespo 2002; Dans et al. 2003a). Estas redes afectan a todos aquellos pequeños cetáceos que como el delfín oscuro, se alimentan de cardúmenes de peces pelágicos como anchoitas y caballas. Estas incluyen además de los oscuros a los delfines comunes también y a las toninas overas cuando utilizan esta estrategia, todo lo cual las hace más susceptibles al enmallamiento colectivo.

### Información faltante y líneas prioritarias de acción
La carencia de información en el caso del delfín oscuro se relaciona con la estructura genética de la población en el Mar Argentino, es decir que se desconoce aún si existen uno o más núcleos poblacionales con relativo grado de aislamiento recíproco. Si bien se ha estudiado la población argentina con relación a las poblaciones del Pacífico, Sudáfrica y Nueva Zelanda, se desconoce la variabilidad intrapoblacional. Complementario de este aspecto resulta de importancia conocer el patrón migratorio entre localidades de la costa argentina. El único antecedente registrado a la fecha es el de dos individuos citados por Würsig y Bastida (1986) que fueron avistados siete años más tarde en Mar del Plata con respecto a su localidad de marcación de origen en Golfo San José. En cuanto a otra información valiosa para el manejo se encuentra aquella que se relaciona con la estimación de mortalidad incidental a través de los programas de observadores a bordo, existentes al menos en el nivel provincial. También se requiere realizar nuevos relevamientos para la estimación de abundancia y tendencia poblacional.

### Recomendaciones de manejo para la región
El manejo de esta especie incluye el monitoreo de la mortalidad incidental en artes de pesca por medio de los planes de observadores a bordo en distintas pesquerías y la puesta en marcha de medidas de mitigación incluyendo la experimentación con alarmas acústicas (pingers) para la prevención del enmalle. En cuanto al turismo se recomiendan los estudios de impacto antes de desarrollar una actividad de avistaje y la utilización de códigos de conducta para los operadores turísticos.

## Imágenes

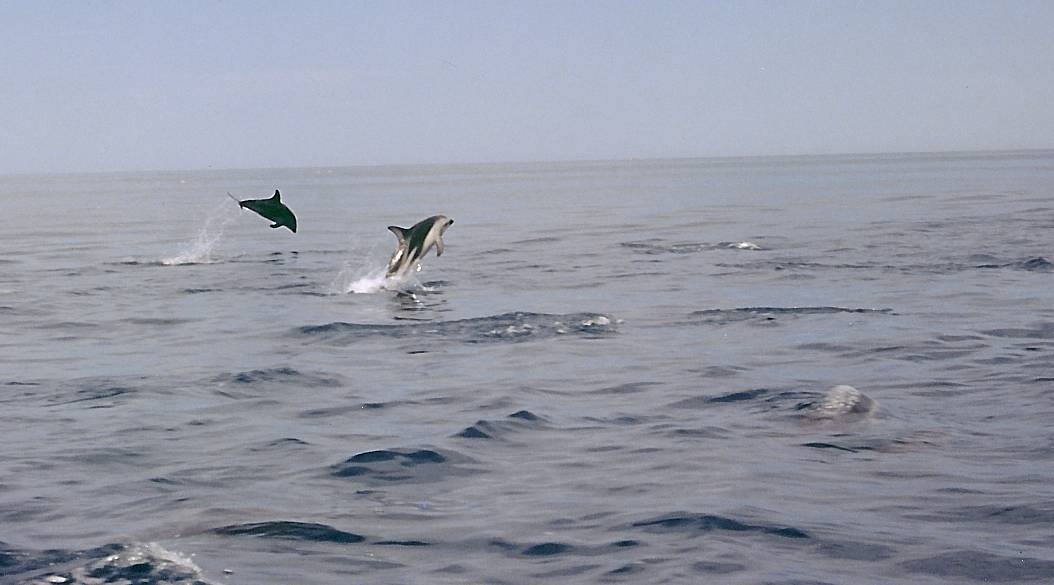
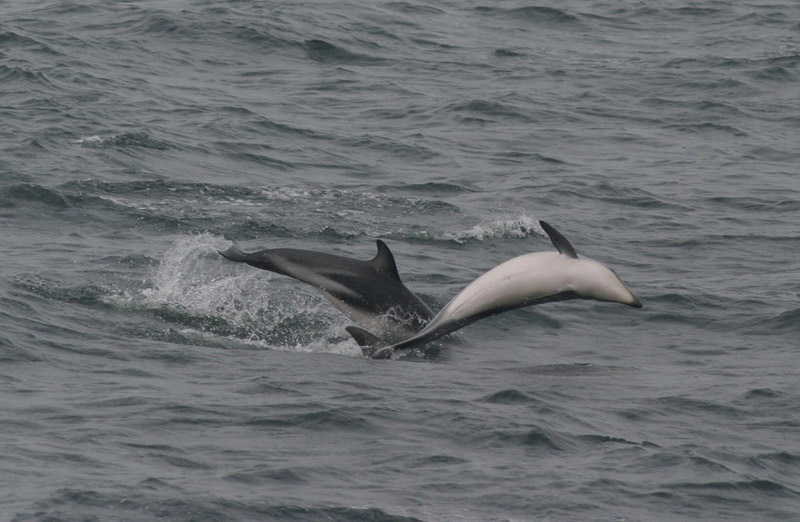
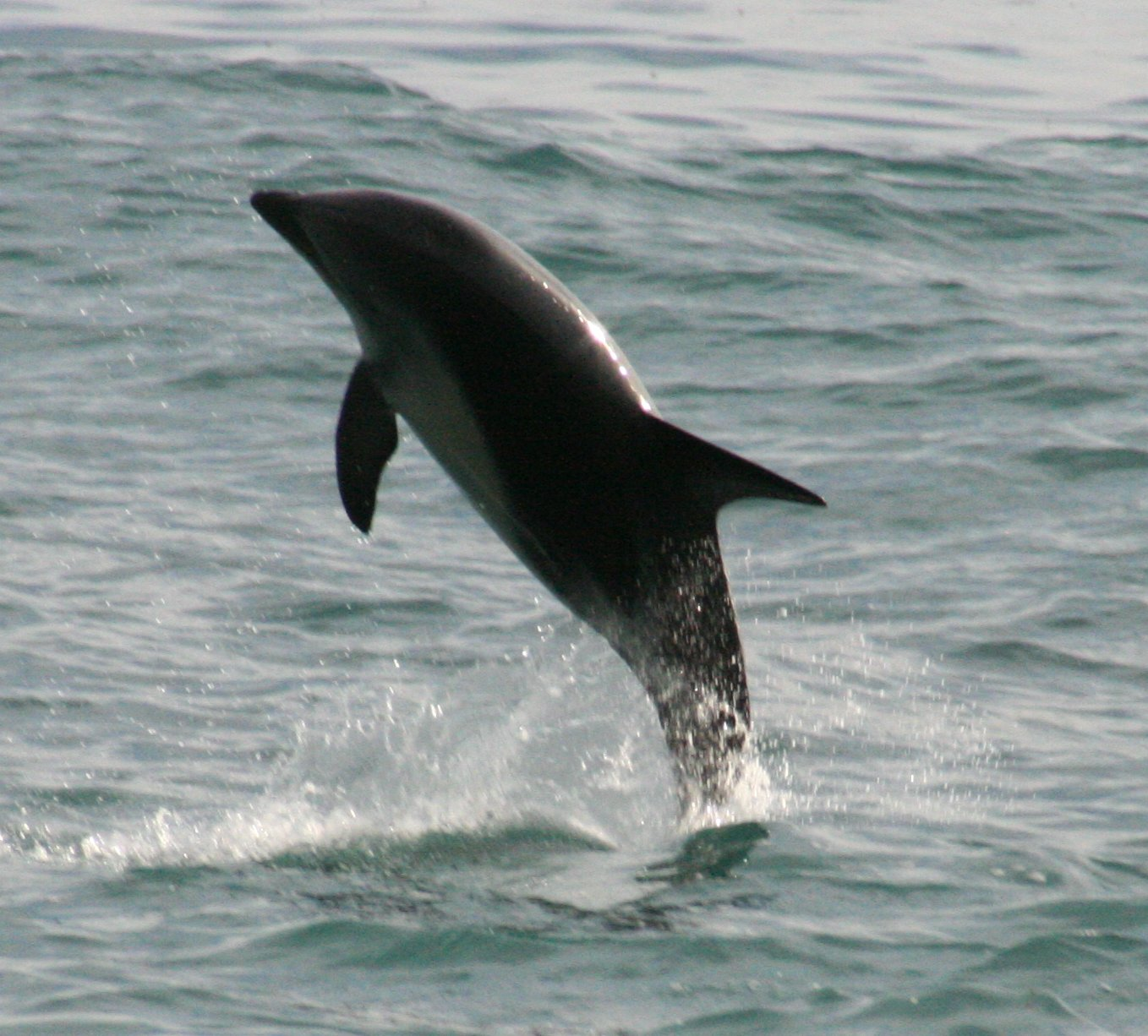